# Giovenco
Il Giovenco è un fiume dell'Abruzzo, principale affluente naturale dei canali del Fucino. Dà il nome all'omonima valle situata in provincia dell'Aquila.

## Descrizione

### Percorso

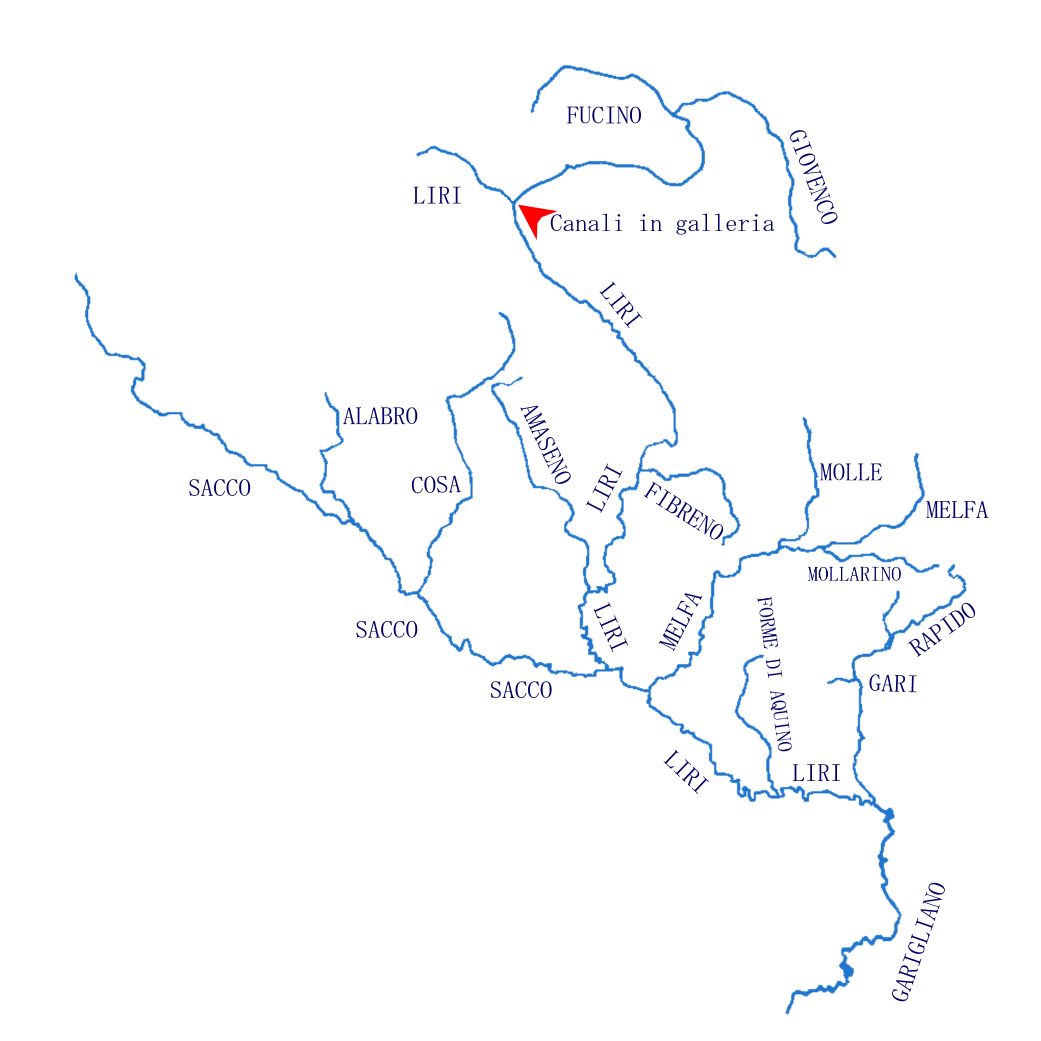
Schema del bacino idrografico Liri-Garigliano

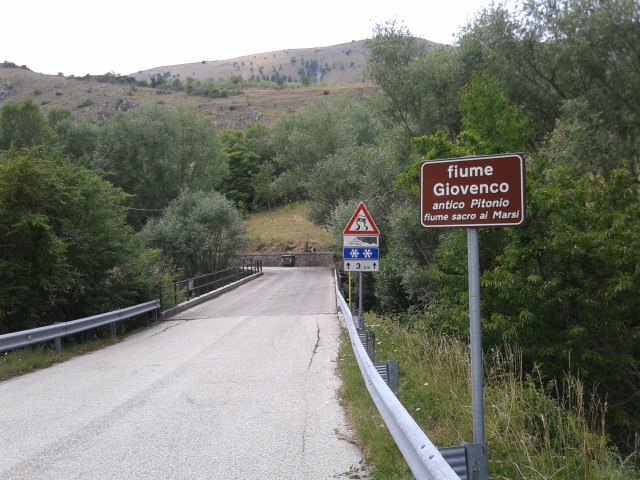
Ponte stradale sul fiume Giovenco nei pressi del bivio di Aschi

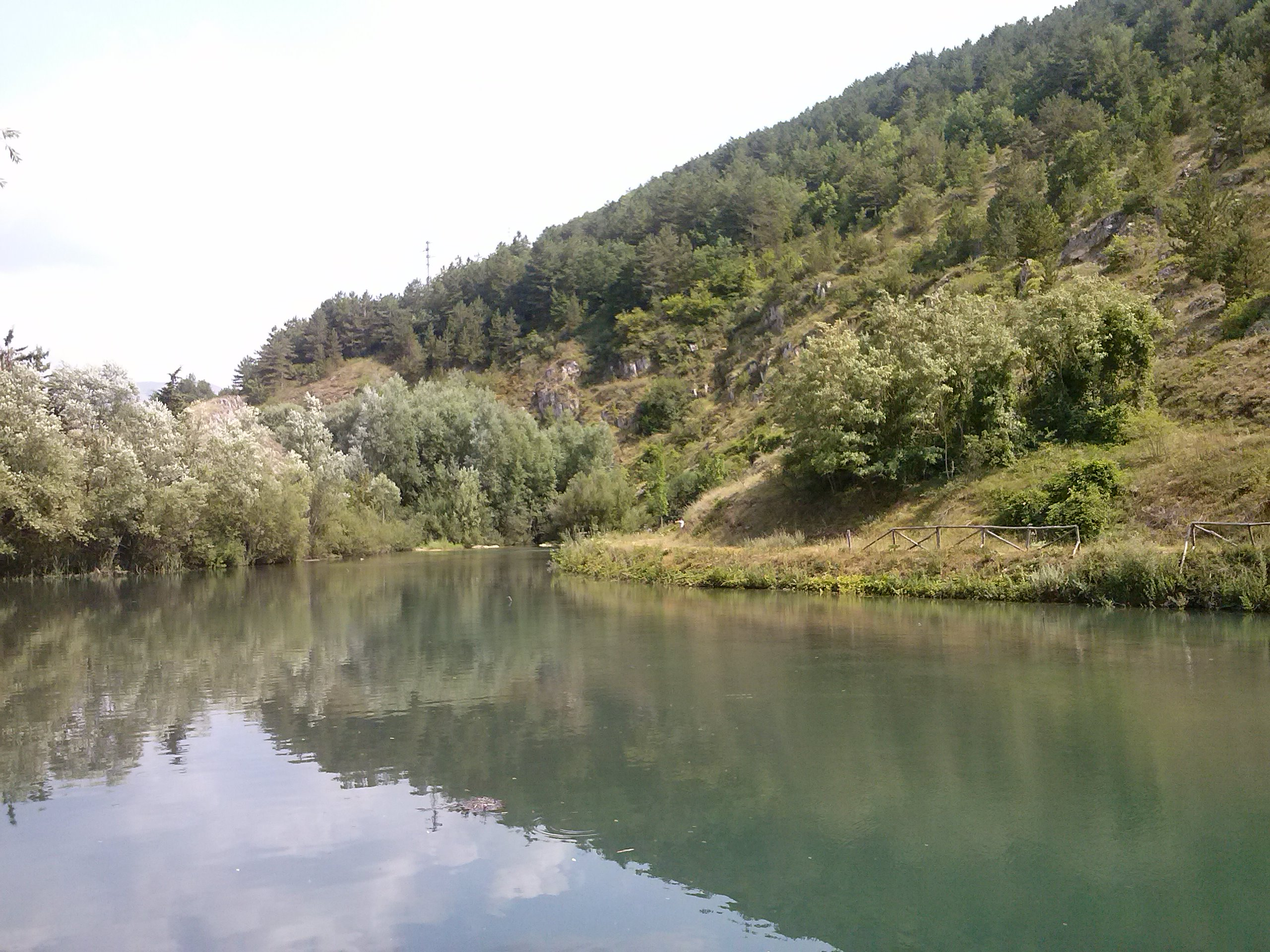
Il laghetto artificiale a Pescina

Le sorgenti del fiume Giovenco si trovano nei pressi della località Campomizzo a circa 1250 m s.l.m. sul monte Pietra Gentile nel comune marsicano di Bisegna (AQ), in Abruzzo. Il fiume, alimentato dalle acque di piccoli torrenti laterali, attraversa i territori comunali di Ortona dei Marsi, Pescina e San Benedetto dei Marsi fino a confluire in un canale artificiale nella piana del Fucino. Le acque, attraverso la piccola cinta e il sistema dei canali artificiali fucensi, raggiungono il collettore centrale e l'Incile del Fucino per immettersi nell'emissario ipogeo del monte Salviano. Nella parte bassa del borgo vecchio di Capistrello, dopo aver attraversato il ventre della montagna, si riversano nel fiume Liri. Il suo bacino idrografico è pari a 90 km².
Nei pressi dei ruderi della fabbrica della Ferriera Marsicana a San Sebastiano dei Marsi si trova la sorgente naturale omonima dove negli anni sessanta venne costruito l'acquedotto e un sistema di sollevamento dell'acqua che dal fiume viene in parte deviata a San Demetrio ne' Vestini e nella conca aquilana.
A sud di Ortona dei Marsi si trova il ponte delle Femmine nei pressi del quale, in località Le Rosce sulla riva destra del fiume, fu rinvenuta nel 1814 l'ara funeraria di Poppedia Secunda esposta all'Aia dei Musei di Avezzano.
A monte di Pescina si trova il piccolo lago formato dallo sbarramento del fiume per mezzo di piccole dighe. In questo piccolo bacino viene spesso incrementato il patrimonio ittico del Giovenco, attraverso l'immissione dei pesci, in particolare della specie ittica autoctona la trota fario.

### Regime
Nonostante che questo fiume sia il maggiore affluente del sistema dei canali artificiali d'irrigazione della piana del Fucino, esso è di modesta portata anche nei periodi di maggiore sviluppo della portata d'acqua come l'autunno, periodo delle maggiori piogge quando è poco più di un torrente montano, e la primavera, periodo dello scioglimento delle nevi. La portata del fiume risente delle captazioni d'acqua effettuate per scopi civili.
L'approvvigionamento idrico nella conca fucense nel corso della stagione secca estiva è anche per questo motivo problematico.

### Etimologia
Il fiume, chiamato in antichità "Pitonio" ("Pitonius"), era considerato sacro dai Marsi, popolazione italica storicamente stanziata a cominciare dal I millennio a.C. nel territorio circostante il lago Fucino e nella valle del Giovenco. Nelle sorgenti i Marsi celebravano i riti sacri in onore delle divinità da loro venerate, in particolare Marte (derivato dal dio italico Mamerte) e Pico.
Un tratto del fiume ebbe anche il nome di "Invetto", come attestato dallo storico Muzio Febonio nell'opera Historiae Marsorum: "A quattro miglia da Campo Mizzio c'è la sorgente di Tempe, così detta da Temple, un paese diruto, tra le cui rovine zampilla e poi va a ingrandire la sorgente più bassa alla confluenza con l'Invetto o Giovenco".
Il nome contemporaneo forse deriva da quello del condottiero sannita Iuvenzio sconfitto dai romani sulle rive del fiume nel 90 a.C. durante la guerra sociale.